# Gymnosporangium connersii
Gymnosporangium connersii är en svampart som beskrevs av Parmelee 1965. Gymnosporangium connersii ingår i släktet Gymnosporangium och familjen Pucciniaceae.   Inga underarter finns listade i Catalogue of Life.